# Me 262 Project

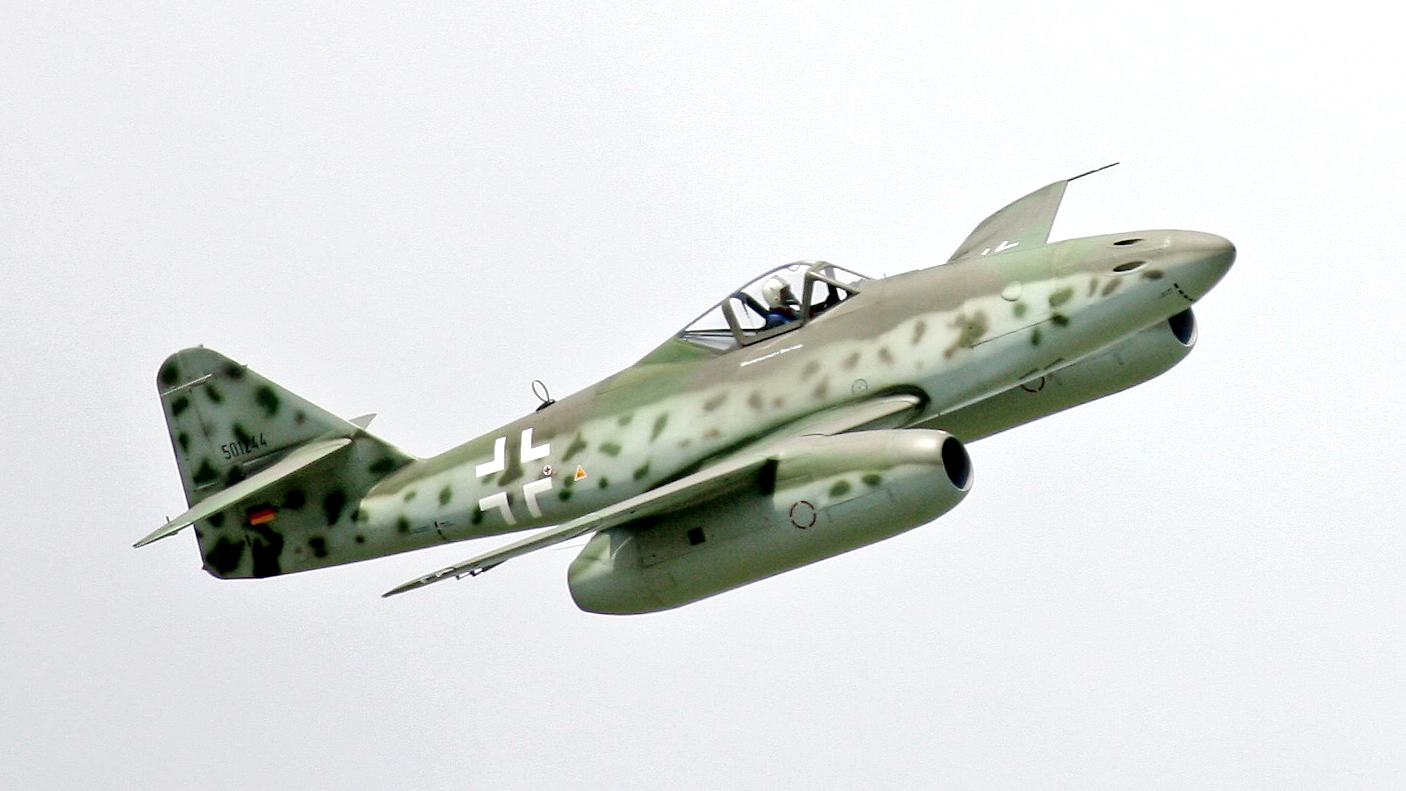
Репліка Messerschmitt Me 262 W.Nr.501244, створена у 2006 році.

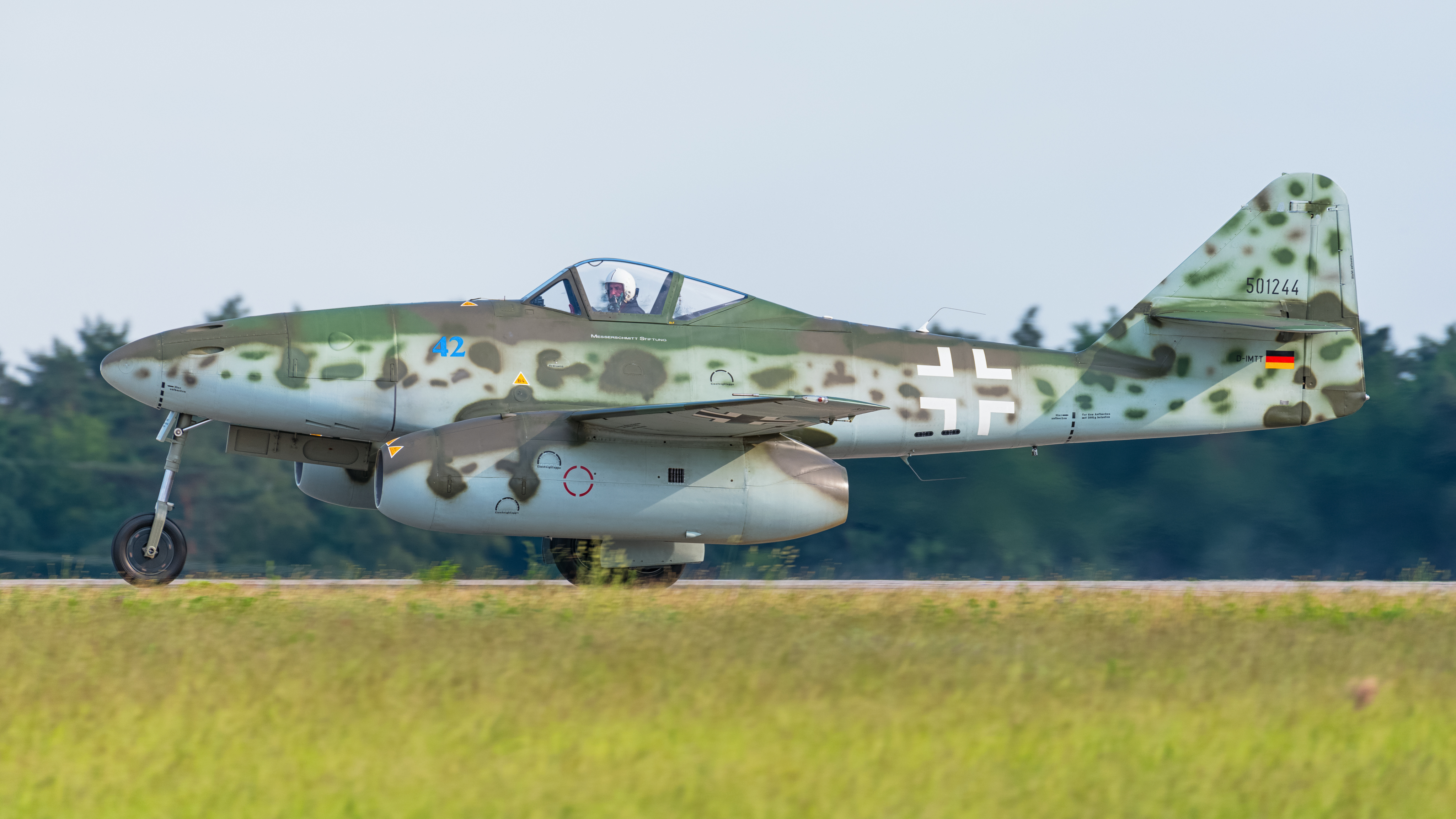
Репліка Messerschmitt Me 262 W.Nr.501244, Берлінський авіасалон, 2016

Me 262 Project — компанія, що займається виготовленням повноцінних копій Messerschmitt Me 262, першого в світі реактивного винищувача. Проект був започаткований Texas Airplane Factory і керований Classic Fighter Industries. Він базується в аеропорту Пейн Філд в Еверетті, штат Вашингтон, Сполучені Штати. Перший літак був виготовлений компанією у 2012 році.
Літаки оснащені турбореактивними двигунами General Electric CJ610, прихованими в детальних репродукціях оригінальних двигунів Junkers Jumo 004B.

## Продукція
Компанією створено п'ять літаків:
- Me 262B-1c W.Nr.501241 reg. N262AZ. Знаходиться у Collings Foundation[en], Стоу (США, штат Массачусетс). У льотному стані. Перша копія здійснила політ 20 грудня 2002 року.
- Me 262B-1c W.Nr.501242. Знаходиться у Музей авіації Евергрін[en], Макміннвілл (США, штат Орегон), на статичній експозиції музею. Несе маркування літака Jadgeschwader 7 (11/JG-7), яким керував лейтенант Альфред Амбс.
- Me 262A/B-1c W.Nr.501243 reg. N262MF. Знаходиться у Музеї військової авіації[en] в Вірджинія-Біч (США, штат Вірджинія). У льотному стані.
- Me 262A/B-1c W.Nr.501244 reg. D-IMTT Знаходиться у Фонді Мессершмідта[de] (Манхінг, Німеччина). У льотному стані.
- Me 262A-1c W.Nr.501245. Знаходиться у Lone Star Flight Museum[en], Х'юстон (США, штат Техас). Вперше здійснив політ у 2002 році.